# جون لامبي (لاعب كرة قدم)
جون لامبي (بالإنجليزية: John Lambie)‏ هو لاعب كرة قدم بريطاني (وحمل سابقاً جنسية المملكة المتحدة لبريطانيا العظمى وأيرلندا) في مركز الهجوم، ولد في 18 ديسمبر 1868، وتوفي في 26 ديسمبر 1923. لعب مع نادي كوينز بارك.

## وصلات خارجية
- جون لامبي على موقع الاتحاد الإسكتلندي (الإنجليزية)
- جون لامبي على موقع قاعدة بيانات كرة القدم.إي يو (الإنجليزية)